# Zygomyia golbachi
Zygomyia golbachi är en tvåvingeart som beskrevs av Lane 1961. Zygomyia golbachi ingår i släktet Zygomyia och familjen svampmyggor. Inga underarter finns listade i Catalogue of Life.